# Xylopteryx triphaenata
Xylopteryx triphaenata är en fjärilsart som beskrevs av Claude Herbulot 1984. Xylopteryx triphaenata ingår i släktet Xylopteryx och familjen mätare. Inga underarter finns listade i Catalogue of Life.